# سياحة منصفة
يستعمل مصطلح «سياحة منصفة» أو «سياحة عادلة» أساسا في سياق التعامل بين الشمال والجنوب.
والسياحة المنصفة والعادلة يمكن تعريفها على انها مجموع أنشطة الخدمات السياحية، التي يُقدمها الفاعلون السياحيون لمسافرين مسؤولين، على أن تكون الفوائد الاجتماعية والثقافية والمالية لهذه الأنشطة ملموسة محليا، وإيجابيا على الساكنة المحلية، وموزعة بشكل متساو وعادل بين مختلف الأطراف.
السياحة المنصفة أو العادلة، تدخل ضمن سياحة التضامن وهي عبارة عم مباديء وأخلاقيات، من أهدافها خلق فرص اقتصادية للمجتمع المحلي، والتبادل الثقافي الإيجابي بين الضيف والمضيف من خلال التفاعل الإيجابي، الحضاري والقافي وحماية البيئة، والمعالم التاريخية من خلال إبراز قيمتها وأهميتها التاريخية والحضارية والإنسانية..إلخ
تم الترويج لها لا سيما في البوسنة وفلسطين، وحتى في بلدان شمال أفريقيا مع الساكنة القروية المحلية، خصوصا من مؤيدي السياحة البديلة.

## تقارب أو تشابك المفاهيم

الأبعاد الثلاثة الرئيسية للنشاط السياحي

تصنّف السياحة المنصفة أحيانا أوالى حد ما ضمن السياحة التضامنية أو أهداف السياحة المسؤولة، عناصر تتجلى في مختلف أشكال السياحة البديلة، التي يمكن دمجها ضمن التعريف العام للسياحة المستدامة.
وهذه الأشكال تجمعها بنقاط مشتركة، أو تشترك فيها وفي أهدافها، إلا أنها تتضمن أيضا بعض نقط الاختلاف ولكنها تبقى فوارق صغيرة جدا في التفاصيل، وهي تتحد نحو إحدى ركائز الثلاث للتنمية المستدامة. وتدخل سياقات ومعايير أخرى في تحديد أشكال السياحة، كالمستوى التنموي للبلد، تنوع وغنى مؤهلاته السياحية أو تموقع منتوجه السياحي. فعلى سبيل المثال، تتمحور السياحة البيئية حول المكون البيئي (ونخص بالذكر هنا الطبيعة كمنتوج سياحي- مثال: الحفاظ على المواقع الطبيعية، وحماية التنوع البيولوجي، يعتبر هنا هدفا أولويا).

## وصلات خارجية
- Global Code of Ethics for Tourism
- World Tourism Organization UNWTO
- أنواع وفئات الصناعة السياحية (الأنماط السياحية)